# Невилл-Мэннинг, Крейг
Крейг Грехем Невилл-Мэннинг (англ. Craig Nevill-Manning; род. 1969, Бленем) — новозеландский компьютерный учёный, основавший в 2003 первый удалённый инженерный центр Google, расположенный в Мидтауне. Также он причастен к созданию Froogle — сервиса поиска продуктов.

## Биография
До прихода в Google, в 2001 году как старший научный сотрудник, он был ассистентом профессора в институте компьютерных наук в Ратгерском университете, после бы сотрудником в институте биохимии Стэнфордского университета. В 1994 году Невилл-Мэннинг изобрёл алгоритм Sequitur, использующий сжатие данных, чтобы получить структуру последовательности символов.
Невилл-Мэннинг окончил университет Кентербери бакалавром информатики. Также он получил степень доктора философии университета Уаикато.
В 2009 Крейг Невилл-Мэннинг выиграл премию «World Class New Zealand» в номинации информация и коммуникации.
В 2016 году Невилл-Мэннинг присоединился к компании Sidewalk Labs — дочерней компании Alphabet Inc. — в качестве технического директора.